# Фоминское (Череповецкий район)
Фоминское — деревня в Череповецком районе Вологодской области.
Входит в состав Югского сельского поселения (с 1 января 2006 года по 8 апреля 2009 года входила в Шалимовское сельское поселение), с точки зрения административно-территориального деления — в Шалимовский сельсовет.
Расстояние до районного центра Череповца по автодороге — 58 км, до центра муниципального образования Нового Домозерова по прямой — 32 км. Ближайшие населённые пункты — Сорокино, Дьяконово, Шалимово.
По переписи 2002 года население — 92 человека (40 мужчин, 52 женщины). Преобладающая национальность — русские (95 %).